# 山田一成 (政治活動家)
山田一成（やまだ かずなり、1962年〈昭和37年〉 - 2024年〈令和6年〉12月）は、日本の政治活動家。国家社会主義を掲げる政治団体、国家社会主義日本労働者党総裁。

## 来歴
東京都出身。
1982年4月20日、国家社会主義日本労働者党を発足させ総裁に就任。
1985年、フィリピン人花嫁を招いた山形県朝日町に対し直接抗議行動を行ったのが初の活動であると推察されるが、同党の活動履歴（沿革）によると、1988年4月20日、ヒトラーの生誕百周年に際し在日イスラエル大使館及びJCC日本キリスト教会に対しての抗議活動が最初の街宣活動と記されている。

## 主張

### 理念
山田の理念としては後述するテレビ取材での発言などを参照されたい。ここでは大元としての国家社会主義日本労働者綱領を参照する。同党綱領には「国家社会主義の理念に基づき民族共同体としての道義国家建設」「国際主義を排斥し民族利益優先の指導者的一党独裁政権の要求」「ポツダム宣言並びに属国的安保条約を破棄し真の独立国家の自決権を回復して世界支配の陰謀を企む外国勢力からの祖国民族の守護」「日本民族の優秀性を確認し血の純血を保持し全世界の指導国家として世界の自由に貢献」の四項目が謳われている。

### 人種問題
山田は人種隔離政策の推進を掲げる。山田曰く「或る人種及び民族がその純血を保とうとするとき、彼らは、自らの意志と種としての生命力とを証明している。人種を分離させその純血を保つという行為は、真の自然保護の一形態である。異人種間の混血こそ、種と自然への冒涜行為である。人種混交の世界において、人種的自己同一性を保った者が勝者となるであろう。人種平等を叫ぶ者に問いたい。黒人の俊足は、悉（ことごと）く努力によるものなのか。否――各人種の間には、歴然たる能力の遺伝的な格差が存在するのである。地球が球体であり、しかも太陽の斜光角度と地軸が一定な為、自然界から受ける恩恵も地域ごとに違い、それぞれの地域に於いて生存する人種は能力的に平等ではないということ、自然の資源が各国平等には分布されていないことなどを我々は喝破する。我々は、当然の事実である人種間の外見的及び能力的差異を受け止めた上で、日本ツラン人種の優秀性を再確認し、人種隔離運動を推進してゆかねばならないのである。」

### ホロコースト否定
同党運営のサイト『Völkischer Beobachter（民族の監視者）』にて多種多彩な資料を公開し「ホロコーストはでっち上げである。真のホロコーストは広島、長崎への原爆投下、ドレスデンへの無差別爆撃である」と主張している。。同サイトの歴史見直し論のページでは、エルンスト・ツンデル、マーク・ウィーバー、ロベール・フォーリソン、フレッド・ロイヒターら歴史見直し研究所（The Institute for Historical Review、略称IHR）の論文和訳を掲載し、化学的検証のもとにホロコーストを否定している。山田は同党声明やブログで再三述べているとおりユダヤ人の強制収容自体は否定していない。殺人用ガス室によるホロコースト（ユダヤ人大虐殺）を否定しているのである。なお「ホロコースト否定」については言論の自由が認められておらず、「ホロコースト肯定」は連合国の戦争犯罪を隠蔽するためであるとし、現在の「平和」とは、すでに覇権を打ち立てた国家（戦勝国）の自己保身的方便に過ぎないと主張しているほか、創価学会が主催している「ホロコースト展」を「デッチ上げの「ホロコースト展」」「ユダヤ教やサイモン・ヴィーゼンタールセンターにすり寄っている」「私利私欲」として批判している。
一方で過去には、不法残留イラン人に対して「このような状況が続くのあれば“アウシュビッツ”みたくしてやるぞ」と発言し、ホロコーストを肯定している。また、VICE JAPAN「日本のネオナチ」に於いては、漫画版「わが闘争」を読んでいるシーンのアップ画面で、「ユダヤ人問題の最終的解決…ナチス・ドイツによるユダヤ人絶滅計画のこと」と大写しになっており、「ホロコースト肯定」の宣伝材料となっている面もある。

### 外国人問題
山田は外国人問題は日本の文化・伝統・歴史をモザイク化させる直接的・物理的な一大要因であると主張する。別冊宝島第106号（1990年2月6日号）『日本が多民族国家になる日』所収の記事「日本の右翼が外国人を「排撃」しきれない理由」（米本和広著）によれば、山田は「（外国人の日本への流入に対しては）断固反対し、排撃運動を行う。理由は、最終的には文化の問題である。彼らが定住することになれば、組合をつくり、権利を主張するようになる。そうなれば、日本の文化が失われていく。国家のアイデンティティの喪失だ。それに混血の問題が出てくる。混血ははっきり言って劣等者だ。だから、彼らを排撃しなければ、大変なことになると考える」と主張している。また同誌では、日本語学校に脅迫文を送り付けたり、難民センターに街宣車を繰り出すなど、その「勇ましい」行動の実績や計画がさまざまに紹介されていた。

### その他
テレビ朝日系『スーパーモーニング』（1993年4月8日）及び TBS系『情報スペースJ』（1994年9月14日）にて放送された『台頭を目指す日本のネオナチ』より山田の発言を拾う。
- 海外（カナダ、米国、イタリア、スペイン、ドイツ）のネオナチ組織との連携。

- 街頭に出ての直接行動を目指す。先鋭的な運動、つまり暴力も辞さない。のちに山田は「一発の銃弾が1万人のデモより効果があることを忘れてはならない」と述べている。[15]

- ハーケンクロイツを党旗として掲げることについて「国家、国旗としてはもちろん日の丸でしょうけど、この旗と言うのは我々の運動の具象化である」。

- 1945年以降の歪められた歴史の修正が目的である。

- グローバリズム推進派がマイノリティ（少数民族）をたくさん作っていく行為は、日本の文化・伝統を破壊する行為以外の何ものでもない。

- 山田の愛読書は『わが闘争(漫画で読破)』（わが闘争の漫画）である。[16]

## 人物および活動
1991年4月20日、山田率いる国家社会主義日本労働者党、自然社会主義協会代表、篠原節、世界戦略研究所代表、瀬戸弘幸らと共にゆるやかな連合体として国家社会主義者同盟を設立するも後に関係を解消している。当時の山田は、瀬戸の回想によれば「暴走族の親分みたいだった」という。山田は篠原よりも二十歳ほど、瀬戸よりも十歳ほど年下で、ネオナチ極右活動家のなかではいわば第三世代に当たる。そのため篠原や瀬戸の場合とは異なり、既成右翼や新右翼との関係をめぐる濃密な体験をそこに見て取ることはできない。新右翼との接点はそれなりにあり、統一戦線義勇軍と共闘していたことなどもあるが、しかしその考え方は新右翼的なものではなく、ましてや既成右翼的なものでももちろんなく、徹頭徹尾ネオナチ的なものであった。日本の右翼・民族派の思想や文化をむしろ忌避し、代わってヨーロッパの右翼・極右の考え方を導入するところから出発した新しい時代の右翼運動家だったと言えるだろう。
その思想はラディカルで、より正確にいえばネオナチ的というよりもむしろナチズム的なものだった。つまりそこに見られるレイシズムは、福祉ショーヴィニズム（福祉排外主義）の考え方に基づく現代的レイシズムよりも、むしろ生物学上の信念に基づく古典的レイシズムの性格を強く持つものだった。いいかえれば現代版レイシズムの論理によって古典的レイシズムの感情を粉飾しようとする構えなど持たない、いわばむき出しのレイシズムだった。そのためそこでは「ツラン人種」としての日本人の優越性という観念に基づき、排外主義や優生思想という考え方が徹底的に追い求められるとこになる。人種隔離政策を断行することによって民族浄化し、人種改良に取り組んでいくべきだという主張を山田ははっきりと訴えていた。
また旧来の右翼・民族派の場合とは大きく異なり、海外展開にも積極的で、ドイツのミヒャエル・キューネンやカナダのエルンスト・ツンデルと同志関係を結んだり、さらにヨーロッパばかりでなくアメリカやロシアなども含め、世界各国のネオナチ組織と同盟関係を結んだりするなど、ネオナチの国際的なネットワークに連なろうとする姿勢を強く打ち出していた。
篠原がいわばヴィジョナリストであり、瀬戸がストラテジストだったとすれば、『別冊宝島 日本が多民族国家になる日』記載の街宣活動や脅迫文送付などから、山田はむしろ根っからのアクティヴィストだったと位置付けることもできるだろう。そうした意味からすれば、彼ら（篠原、瀬戸、山田）三人のなかでは行動右翼的な傾向を最も強く持った人物だったと言えるだろうが、しかし一方で、そうした傾向を旧来の右翼・民族派に固有のものとして忌み嫌う傾向を最も強く持った人物でもあった。

## 政治家とのツーショット写真及び人柄
2014年9月、総務大臣高市早苗や自由民主党政務調査会会長稲田朋美、参議院議員西田昌司ら一部の政治家が、山田と対談し記念写真に収まるなどしていたことが波紋を呼んだが、出版関係者は山田が「プロレス雑誌の復刊に関わっていた」という。
山田を知る出版関係者によると「以前、プロレス雑誌『ゴング』を出版していた日本スポーツ出版社の役員が逮捕された際、その役員に頼まれて、立て直しの代表者になったのが山田氏。2008年から、会社が破産宣告を受けるまでの2年間ほどです。役員の逮捕で雑誌が休刊して、実質的に社員がゼロとなっていた中で、その役員の代わりを務めたんです。山田氏はプロレス雑誌の復刊のために各地を奔走していたが前役員の資金集めが不十分で、結局このプロジェクトは頓挫。それでも山田氏は無報酬で、役員に代わり日本スポーツの債権処理に携わっていた。もしあのとき『ゴング』が復刊できていたら、山田氏も現在ほど極右活動家としての色を出していなかったでしょうし、有名政治家とのツーショットもありえなかった」と言う。また同氏は「過激な主張をしているけど、人柄は穏やかで腰も低い。病気の妻をマメに介護する様子も聞いたことがある。パッと会っただけでは、過激な人物とは思えない」という。なお、高市ら大物政治家は、慰安婦問題などの歴史認識の情報を山田から学んでいたと指摘されている。